# Donald Tang
Donald Tang (* 1963 in Shanghai) ist ein chinesisch-US-amerikanischer Chemieingenieur und Manager in der Bekleidungsindustrie. Seit 2022 leitet Donald Tang als Executive Chairman das operative Geschäft des umstrittenen Online-Modehändlers Shein.

## Leben
Donald Tang wurde 1963 in Shanghai geboren. Mit 18 Jahren wanderte er in die USA aus. Tang erlangte einen Abschluss als Chemieingenieur. Er arbeitete bei der US-amerikanischen Bank Merrill Lynch. Seit 2022 ist Tang für den umstrittenen Online-Modehändler Shein tätig.
Er leitet als Executive Chairman das operative Geschäft.
Zudem repräsentiert der Shein-Vorsitzende das Unternehmen nach außen.